# Rhyacophila amicis
Rhyacophila amicis là một loài Trichoptera trong họ Rhyacophilidae. Chúng phân bố ở miền Tân bắc.